# نظرية المكان (سمع)
نظرية المكان هي نظرية للسمع تنص على أن إدراكنا للصوت يعتمد على المكان الذي ينتج فيه كل تردد مكون اهتزازات على طول الغشاء القاعدي. وفقًا لهذه النظرية، يتم تحديد درجة الصوت، مثل الصوت البشري أو النغمة الموسيقية، من خلال الأماكن التي يهتز فيها الغشاء، بناءً على الترددات المقابلة للتنظيم اللوني للخلايا العصبية السمعية الأولية.
بشكل عام، تُعرف المخططات التي تستند إلى سمات الإدراك السمعي على معدل الإطلاق العصبي كدالة للمكان باسم مخططات معدل المكان.
البديل الرئيسي لنظرية المكان هو النظرية الزمنية، والمعروفة أيضًا بنظرية التوقيت. ترتبط هذه النظريات ارتباطًا وثيقًا بمبدأ الكرة الطائرة أو نظرية الطائرة، وهي آلية يمكن من خلالها لمجموعات من الخلايا العصبية ترميز توقيت شكل الموجة الصوتية. في جميع الحالات، تحدد أنماط الإطلاق العصبي في الوقت المناسب تصور الملعب. تستخدم التركيبة المعروفة باسم نظرية المكان والكرة كلا الآليتين معًا، في المقام الأول ترميز النغمات المنخفضة بالنمط الزمني والنغمات العالية حسب أنماط المعدل والمكان. من المعتقد الآن بشكل عام أن هناك أدلة جيدة على كلا الآليتين.
عادة ما تُنسب نظرية المكان إلى هرمان فون هلمهولتز، على الرغم من أنه كان يعتقد على نطاق واسع قبل ذلك بكثير.
يصعب استنباط تجارب للتمييز بين نظرية المكان ونظرية المعدل، بسبب الارتباط القوي: يتم إنتاج اهتزازات كبيرة ذات معدل منخفض عند الطرف القمي للغشاء القاعدي بينما يتم إنتاج اهتزازات كبيرة ذات معدل مرتفع في النهاية القاعدية. يمكن التحكم في الاثنين بشكل مستقل باستخدام غرسات القوقعة: يمكن تطبيق نبضات بمعدلات مختلفة عبر أقطاب كهربائية موزعة على طول الغشاء. أظهرت التجارب التي أجريت باستخدام متلقي الغرسات أنه، في معدلات التحفيز المنخفضة، كانت درجات النغمة على مقياس درجة الصوت متناسبة مع سجل معدل التحفيز، ولكنها انخفضت أيضًا مع المسافة من النافذة المستديرة. في المعدلات الأعلى، كان تأثير المعدل أضعف، لكن تأثير المكان كان قوياً.